# أنس النشوان
أنس علي عبد العزيز النشوان أو أبو مالك التميمي النجدي (قُتل في 13 مايو 2015)، مسؤول شرعيّ وقيادي في تنظيم الدولة الإسلامية (داعش). سعوديّ الجنسية من عائلة غنيّة، تخرج من معهد إمام الدعوة العلمي، ودرس في قسم الشريعة في جامعة الإمام محمد بن سعود الإسلامية في الرياض. ثم حصل على شهادة الماجستير في الفقه المقارن من المعهد العالي للقضاء بالرياض. ترك بلاده عام 2010 ليلتحق بتنظيم القاعدة في شمال أفغانستان، ولم يُتِمّ دراسته العليا. في يناير 2011، أصبح من المطلوبين أمنيا لدى وزارة الداخلية السعودية، بعد إعلان الرياض عن قائمة جديدة للمطلوبين لها تضم 47 من عناصر تنظيم القاعدة، وصفوا بـ"الخطرين جداً". في منتصف 2014 انتقل إلى سوريا بعد أن انشق عن تنظيم القاعدة، معلناً مبايعته أبو بكر البغدادي.

## مسيرته مع تنظيم الدولة
ظهر في إصدار مرئي بعنوان "حَتَّىٰ تَأْتِيَهُمُ الْبَيِّنَةُ" في 19 أبريل 2015 تم فيه إعدام حوالي 30 شخص من أصل مسيحيّ إثيوبيّ في ليبيا. عمل في مكتب البحوث والدراسات التابع لتنظيم الدولة، ثم صار مسؤول اللجنة الشرعية التابعة للجنة العامة المشرفة. أعلن التنظيم مقتله خلال معارك مع قوات النظام السوري بمنطقة السخنة، في مدينة حمص.

## دروس صوتية
- شرح كتاب التوحيد (25 درس صوتي).
- شرج قاعدة من لم يكفر الكافر أو شك في كفره أو صحح مذهبه فهو كافر (درسان صوتيان).
- تفسير آيات من سورة التوبة (درسان صوتيان).

### خطب منبرية
- مواقف من ثبات وتضحية الصحابة (رضي الله عنهم).
- أهل الأعذار نفروا، أين أهل العافية أين الغيارى؟!.
- صمود دولة التوحيد بوجه أمم الكفر والتنديد.
- وما النصر إلا من عند الله.
- وقفات مع آيات قرآنية.
- أبو بكر الصديق (رضي الله عنه) ومحاربته للمرتدين، أينقص الدين وأنا حي؟!.

### محاضرات
- وإن عاقبتم فعاقبوا بمثل ما عوقبتم به.
- تعليق حول مسألة التحريق (معاذ الكساسبة).
- بشائر النصر.
- وما لكم لا تقاتلون في سبيل الله.
- خطورة القول على الله بغير علم.
- رسالة للقاعدين.
- آثار العقيدة.
- مسائل ربوية منتشرة بين الناس.
- أحكام الأضحية.
- شرح حديث السبعين ألفاً الذين يدخلون الجنة بغير حساب.
- قصة نواف وصاحبته.
- مناداة أخاك بأحب الأسماء لديه.

## مرئيات
- وقفات مع قوله تعالى: (وما لكم لا تقاتلون في سبيل الله).
- رسالة إلى أهلنا في الشام.
- (ما لكم إذا قيل لكم انفروا).
- الدولة في الإسلام.

## مؤلفات
- شرح قاعدة من لم يكفر الكافر.
- دليل المجاهدين إلى أهم أحكام المرتد عن الدين.
- السؤالات النيجيرية.
- إيجاز الكلام في شرح نواقض الإسلام.
- مَا لَكُمْ إِذَا قِيلَ لَكُمُ انفِرُوا (تفريغ).
- أحكام الأضحية (تفريغ).
- بشائر النصر (تفريغ).
- تعليق حول مسألة التحريق (تفريغ).